# جون واترس
جون واترس هو سياسي كندي، ولد في 4 يوليو 1829، وتوفي في 7 ديسمبر 1910 في لندن في كندا. حزبياً، نشط في الحزب الليبرالي في أونتاريو ‏. وقد انتخب عضو برلمان مقاطعة أونتاريو.